# 日光御用邸
日光御用邸（にっこうごようてい）とは、かつて栃木県日光市山内にあった御用邸である。地名から山内御用邸（さんないごようてい）とも呼ばれる。日光東照宮朝陽館を買い上げて御用邸とした。戦後御用邸は廃止され、栃木県が借用しホテルなどとして使用された。2023年現在、建物は輪王寺本坊として現存している。

## 朝陽館
1640年（寛永18年）に東照宮の将軍御殿が移築されたが、1684年（貞享元年）に火事で焼失後は御殿跡地として、空き地であった。広大な空き地であった御殿跡の有効活用策として、明治になり日光を訪れる参拝客や観光客が増加したので、1885年（明治18年）に東照宮の別当大楽院の表書院移築し、皇室や政府関係者向けの貴賓館とする案が浮上、1886年（明治19年）4月に樹木伐採などの敷地整備着手、同月末には移築前の旧大楽院（東照宮別当）の取り壊し開始、6月に移築し、8月11日に朝陽館竣工。
日光東照宮迎賓館「朝陽館」
木造平屋建で一部2階建て、1階部分が236坪、2階部分が17坪で、客間25席（うち2席は2階）。正面玄関の車寄せは旧日光東照宮社務所など比べて奥行きが短く、江戸時代の名残を留めている。明治20年6月には輪王寺宮に仕えていた者の紹介で外国人2名が宿泊している。
明治天皇の皇女は先天的に虚弱であり夭折が相次いだことと、当時コレラなどの伝染病が都度都度流行していたから、都会から離れた日光を避暑地とし、1880年（明治21年）生まれの常宮と1890年（明治23年）生まれの周宮は御用邸となる前の1890年から毎年避暑利用していた。明治期の画家である村田香谷の「日光御旅館御運動之図（明治23年）」と「二荒山神社境内之図（明治24年）」に描かれている赤い衣服の女児が両内親王であると考えられてる。

## 買収
1892年（明治25年）11月頃には、宮内省が朝陽館とその敷地を買収する動きがあり、1893年（明治26年）5月に内部決済し、8月16日に栃木県を介して、朝陽館とその敷地の買収を完了。9月に東照宮と保晃会より土地と建物を受領し、10月に御料地となった。
買収された理由として、敷地の周囲を石垣と杉の老木に囲まれ外部と隔絶した安心安全な場であり、一部2階建ての朝陽館は、御用邸としても好条件であった。

## 御用邸時代
- 前述のように1893年9月に皇室に買い上げられ、日光御用邸となった[9]。
- 1896年（明治29年）皇太子時代の大正天皇が7月28日から2ヶ月滞在し帰京時に保晃会に金100円を下賜[10]。皇太子はこの滞在時に日光を気に入り、体調も良好であったことから、皇太子のための新たな御用邸が計画された[11]、大正天皇の日光行啓は11回、行幸は13回であった[12]。
- 1899年（明治32年）、近くに皇太子用の日光田母沢御用邸が完成してからも、日光御用邸を皇族が利用した[9]。
- 1944年（昭和19年）5月からは、義宮の疎開先とされた[13]。
- 終戦により御用邸は廃止されたが、それを見越して栃木県は借用を申請し（昭和21年）10月1日に宮内省より借用許可された。田母沢御用邸、田母沢御用邸付属邸とともに、1947年（昭和22年）7月に皇室から物納され、大蔵省所有となった[14]。

## 栃木県による借受
終戦後に従来の金谷ホテルと日光観光ホテル、日光レークサイドホテルなど外国人も宿泊可能であったホテルが進駐軍に接収されたため、軍人以外の外国人が宿泊できる施設が日光には無い状態になった。貿易庁からバイヤー用宿舎の確保の要請もあったことから1947年（昭和22年）10月15日より栃木県観光協会が栃木県より借受け、外国人バイヤー用の「日光パレスホテル」として整備して営業を開始した。前述の各ホテルが1952年（昭和27年）接収解除後も営業を続けたが、1957年（昭和32年）9月に廃業した。
栃木県は大蔵省に日光の旧御用邸3邸の無償貸付を大蔵省に申請したが、国は是としなかったため、県として払い下げ購入を決定し、1949年12月県議会に上程予定であったが、同月26日の今市地震で甚大な被害が生じたため、借用を継続することとなった。
1957年（昭和32年）頃から1960年（昭和35年）の間は、従来旧田母沢御用邸にて展示されていた植物や昆虫などを、日光博物館として廃業した日光パレスホテルの建物を利用し地理室、植物室、昆虫室、動物室映写兼講堂と売店、付属食堂・休憩所を備え、団体での予約があれば夜間も公開していた。1960年頃までに閉館となり、展示物は再び旧田母沢御用邸の一角で展示されるようになった。

## 払下げ
1960年（昭和35年）5月に旧日光御用邸は、大蔵省より二社一寺に払い下げられ、1962年（昭和37年）より輪王寺寺務所として使用された。建物は輪王寺本坊として2023年現在現存している。